# Kalundborg

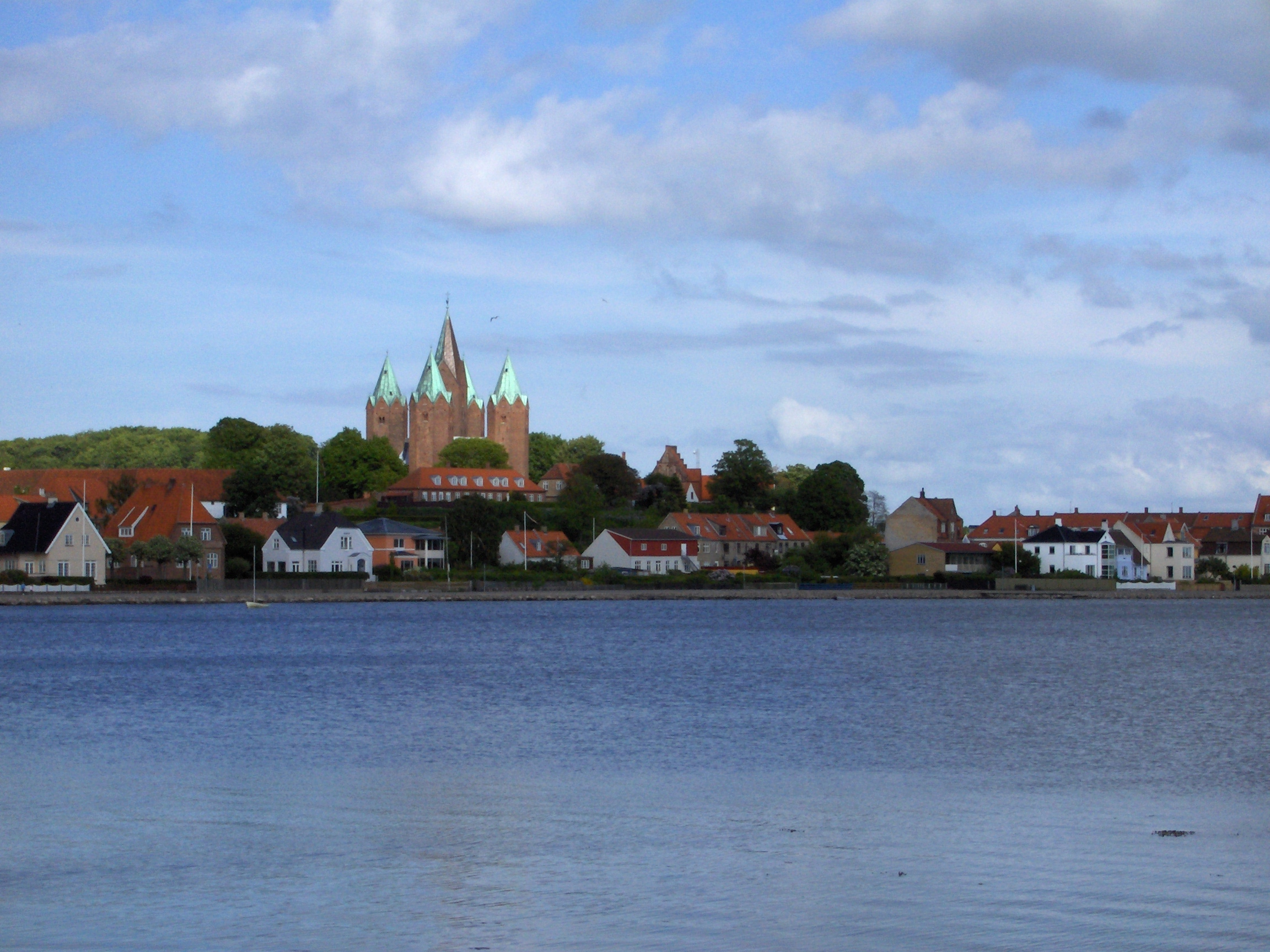
Kalundborg

Kalundborg – miasto w Danii, siedziba gminy Kalundborg. 16,343 mieszkańców (1 stycznia 2015), położone na północno-zachodnim wybrzeżu największej duńskiej wyspy – Zelandii.  
W Kalundborg mieści się stacja radiowa, uruchomiona w 1927 Kalundborg Transmitter. Wyposażona została w nadajniki fal długich 243 kHz o mocy 300 kW oraz fal średnich 1062 kHz o mocy 250 kW. Stalowe maszty o wysokości 118 oraz 147 m zbudowane zostały na półwyspie Gisseløre.
W mieście funkcjonuje największa elektrownia węglowa w Danii. 
Najważniejszym zabytkiem jest górujący nad miastem, pięciowieżowy kościół Naszej Pani, który był widownią wydarzeń związanych z królem Waldemarem Wielkim oraz arcybiskupem Absalonem. Za budowniczego świątyni uważany jest brat Absalona, Esbern Snare.
Kalundborg jest miejscem zamieszkania arystokratycznego rodu Lerche, którego siedziba, Lerchenborg, jest najwybitniejszym przykładem stylu rokoko w Danii.
Port w Kalundborgu posiada połączenie promowe z wyspą Samsø.

## Historia
Pierwsza osada powstała w 1170, wykorzystując naturalną przystań jaką tworzyła wąska zatoka Kalundborg Fjord. W XIX w. nastąpiła urbanizacja obszaru, który w połowie XX w. rozrósł się w silny ośrodek przemysłowy. Funkcjonujące w mieście przedsiębiorstwa stopniowo utworzyły wzajemną sieć powiązań, która jest podawana jako przykład symbiozy przemysłowej. 

## Symbioza przemysłowa
Początki symbiozy datują się na 1961, gdy  w celu zachowania ograniczonych zasobów wód podziemnych przystąpiono do realizacji projektu wykorzystania wody jeziora Tisso dla nowo budowanej rafinerii ropy naftowej. Miasto wzięło odpowiedzialność za budowę rurociągu sfinansowanego przez rafinerię. Partnerstwo to zapoczątkowało dalsze formy współpracy, do której przystępowały kolejne podmioty. W końcu lat 1980. kooperujące organizacje zdały sobie sprawę, że tworzą sieć powiązań, która jest prawdopodobnie najlepszym przykładem symbiozy przemysłowej. Obejmuje ona racjonalną gospodarkę zasobami naturalnymi i finansowymi, redukcję zużycia w trakcie produkcji materiałów, energii, ograniczenie ilości wytwarzanych odpadów, podnoszenie wydajności, kontrolę jakości, poprawę stanu zdrowia lokalnej społeczności, poprawę wizerunku miasta, jak również zwiększanie przychodów poprzez sprzedaż produktów ubocznych oraz odpadów.

## Gospodarka
W mieście istnieje fabryka Novo Nordisk, zatrudniająca 2400 pracowników oraz duży producent preparatów zawierających kwasy omega-3,  Pronova BioPharma Danmark. W zarządzanym przez miasto porcie istnieje terminal kontenerowy, obsługiwany przez Unifeeder. W 2015 port został rozbudowany w kierunku zachodnim na południowej stronie półwyspu Asnæs.
W porcie funkcjonuje największa w Danii rafineria Statoil o wydajności 6,6 mln ron produktów naftowych rocznie. W terminalu produktów naftowych funkcjonuje przedsiębiorstwo Haldor Topsøe.
Pozostałe większe zakłady przemysłowe:
- DONG Energy (Asnæs værket)
- Gyproc (producent gipsu)
- Kalundborg Havn (port miejski)
- NKT Flexibles (producent elastycznych rurociągów do transportu wody, ropy, gazu i chemikaliów)

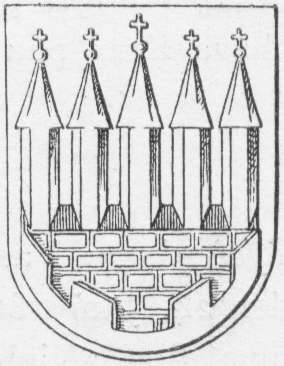
Herb Kalundborga

- Novozymes